# Seventh Heaven (canción)
«Seventh Heaven» es el trigésimo primero sencillo de L'Arc~en~Ciel, lanzado el 30 de mayo de 2007. Fue el primer sencillo de su undécimo álbum Kiss. Alcanzó el puesto número uno del ranking del Oricon.

## Información
«Seventh Heaven» es el 31.eɽ sencillo de la banda y el primero desde hacía 2 años y ocho meses. La canción fue utilizada en el programa Sports Urugusu. Hyde, compositor de letra y música, comenta haberse inspirado en la canción «You Spin Me Round (Like a Record)» de Dead or Alive para hacerla. No obstante, el encargado de arreglar la canción y darle un sonido electrónico similar al que Hyde había imaginado fue Yukihiro. La cara b es la versión al estilo punk de su sencillo más vendido hasta el momento, la canción «Honey», original del álbum Ray.

## Lista de canciones
| #  | Título                               | Compuesta por:        |
| -- | ------------------------------------ | --------------------- |
| 1. | SEVENTH HEAVEN                       | hyde (letra y música) |
| 2. | Honey 2007                           | hyde (letra y música) |
| 3. | SEVENTH HEAVEN (hydeless version)    | hyde (música)         |
| 4. | Honey 2007 (TETSU P'UNKless version) | hyde (música)         |

## Lista de ventas
| Lun | Mar | Mie | Jue | Vie | Sab | Dom | Posición Semanal | Ventas  |
| --- | --- | --- | --- | --- | --- | --- | ---------------- | ------- |
| -   | #1  | #1  | #1  | #1  | #1  | #1  | #1               | 111 969 |
| #1  | #9  | #11 | #8  | #9  | #10 | #8  | #7               | 17 192  |
| #7  | #18 | #16 | #20 | #20 | #18 | #18 | #21              | 6165    |
| #20 | -   | -   | -   | -   | -   | -   | #36              | -       |

- Ventas totales: 143 769[cita requerida]

- Datos: Q370452